# Peter Callerström
Peter Callerström, född 26 februari 1757 i Sankt Lars socken, död 10 januari 1811 i Ekebyborna socken, var en svensk präst i Ekebyborna församling. 

## Biografi
Peter Callerström föddes 26 februari 1757 på Kallerstad i Sankt Lars socken. Han var son till bonden Anders Jonsson och Stina Henriksdotter. Callerström studerade i Linköping och blev höstterminen 1777 student vid Uppsala universitet, Uppsala. Han prästvigdes 12 juli 1781 och tog pastoralexamen 25 september 1788. Callerström blev 14 januari 1789 kyrkoherde i Ekebyborna församling, Ekebyborna pastorat. Han avled 10 januari 1811 i Ekebyborna socken.

### Familj
Callerström gifte sig 25 mars 1789 med Anna Nordström (född 1763). Hon var dotter till kyrkoherden i Skedevi socken. De fick tillsammans sonen Per Magnus (född 1790).